# Громачник
Громачник је насељено мјесто у саставу општине Сибињ у Бродско-посавској жупанији, Република Хрватска.

## Историја
Стјепан, из рода Борића бана, је имао синове Петра и Ивана. Петар је имао синове Ивана, Борића и Белуда, који 1293. продају посјед Громачник Николи, сину Иноче. Тај посјед је раније купио њихов отац Петар. Источно од Громачника био је Cheznyk, који је био један од посједа Бериславића Грабарских, које су стекли путем залога. 1464. Пожешки каптол је увео браћу Николу Дежеа, Ивана Берислава и Мартина, синове Бенедиктове, као власнике и овог места.
Игњат Алојзије Брлић, српска католичка обитељ из Брода, у својој другој књизи „Успомене на стари Брод“ на страни 22. пише у дијелу „Православна црква и опћина“, и о Громачнику: „…Ну покрај тога може се поуздано тврдити, да је било у Броду и околици православних житеља још из старијег доба, јер су православни већ г. 1524. Василија I… за своје епископе са сиедиштем у Пожеги имали… то исто посвиедочавају селу Громачнику крај Брода припадајуће земље именом „Селишта“ и њихово гробље, као и дарови принашани манастиру Ораховица у стара времена од православних житеља бродских.“
17. јануара 1883. гвардијан бродскиг самостана Каласанције Золтнер и Еразмо Марић, викар, су имали саобраћајну несрећу, на путу из Сибиња ка Броду, код првог моста између гробља у Слободници и Громачника. Пребивши руду, сурвали су се колима у дубину око три оргије. Марићу је била пригњечена глава и погођен можданим ударом, умире након пар минута. Поглавар самостана је, повредивши леђа и лијеву ногу, остао жив.
16. септембра 1885, кроз Громачник је, на путу од Пожеге ка Броду, прошао краљ Франц Јозеф. Шести од седам славолука њему у част, био је у
Громачнику. Краља је ту поздравио окружни предстојник Billy.
Јула 1915. у Броду и околини, у Слободници, Варошу, Громачнику, Сибињу... било је и по више случајева мртвих умрлих од колере.
Син Иване Брлић Мажуранић Иво Брлић (1894. – 1977.), је у децембру 1915. био на војној обуци у Громачнику, гдје се налазио војно-складишни комплекс. Војни објекат у Громачнику је постојао и у вријеме СФРЈ.
До Другог свјетског рата у Громачнику су живјели око половине становништва православни, али је процес асимилације готово све православне претворио у католике и Хрвате. Ченгићи у овом крају су такође асимиловани, а заостали су још од турске окупације Славоније.
До територијалне реорганизације у Хрватској налазио се у саставу старе општине Славонски Брод.

## Становништво
На попису становништва 2011. године, Громачник је имао 556 становника.

## Попис 1991.
На попису становништва 1991. године, насељено место Громачник је имало 559 становника, следећег националног састава:
| Попис 1991.‍  | Попис 1991.‍  | Попис 1991.‍ | Попис 1991.‍ | Попис 1991.‍ |
| ------------ | ------------ | ----------- | ----------- | ----------- |
|              |              |             |             |             |
| Хрвати       | Хрвати       |             | 516         | 92,30%      |
| Југословени  | Југословени  |             | 14          | 2,50%       |
| Срби         | Срби         |             | 6           | 1,07%       |
| Словенци     | Словенци     |             | 2           | 0,35%       |
| неопредељени | неопредељени |             | 6           | 1,07%       |
| непознато    | непознато    |             | 15          | 2,68%       |
| укупно: 559  |              |             |             |             |

## Галерија
- Табла на улазу у село
- Католичка црква у Громачнику
- Основна школа (од 1. - 4. разреда) Иване Брлић Мажуранић (истуредно одјељење) у Громачнику код Сл. Брода. Од школске године 1963./1964, школе у Бродском Варошу и Громачнику су припојене школи Иване Брлић Мажуранић на Будаинци, која им постаје матична (за ученике од 1. - 8. разеда).
- Сеоски дом у којем је осамдесетих и деведесетих година 20. вијека била трговина и у којем су се организовале свадбе, као и културне манифестације, гостујући циркуси, дјечије аматерске представе...
- Гробљанска католичка капелица светог Луке у Громачнику. Звоник је архитектонски изведен у облику стилизованог латиничног слова у (U)
- Поглед на планину Мотајицу у Републици Српској са гробља села Громачника, из тријема католичке капелице светог Луке